# Campeonato Descentralizado 1993
El Campeonato Descentralizado 1993, fue la edición número 67 de la Primera División del Perú, la vigésimo octava desde que se descentraliza en 1966 y la vigésimo octava bajo la denominación de Campeonato Descentralizado.
Esta edición conto con la participación de dieciséis equipos. El campeón nacional fue Universitario.

## Formato
Los 16 equipos se enfrentarán entre sí en una liguilla en partidos de ida y vuelta, y el equipo que obtenga más puntos será el campeón nacional y clasificará automáticamente a la Copa Libertadores 1994.
El equipo que quede en el segundo lugar de la Descentralizado clasificará automáticamente a la Liguilla Pre-Libertadores y recibirá 1 punto extra de bonificación, mientras que los equipos ubicados desde el tercer lugar hasta el octavo lugar clasificarán a la Preliguilla Pre-Libertadores en la que se enfrentarán el tercero contra el octavo, el cuarto contra el séptimo, y el quinto contra el sexto; los cuales se enfrentarán entre sí en dos partidos (ida y vuelta) en la que habrá diferencia de gol.
Los equipos clasificados a la Liguilla Pre-Libertadores se enfrentarán entre sí en una liguilla en un único partido, y el ganador de la Liguilla Pre-Libertadores será el subcampeón del torneo y también clasificará a la Copa Libertadores 1994. Y el equipo que obtenga el tercer lugar clasificará a la Copa Conmebol 1994. Si dos equipos comparten el primer lugar de la Liguilla, se enfrentarán en un único partido en el que de quedar igualados se irán a tiempo suplementario y de quedar igualados se llave se definirá desde la ronda de penales.
El equipo que quede en el antepenúltimo lugar tendrá que jugar la Promoción con el subcampeón de la Copa Perú 1993, los cuales se enfrentarán en un único partido, de quedar igualados en los 90 min. se jugarán 2 tiempos suplementarios de 15 min. c/u, y de seguir igualados, la serie de definirá mediante los penales.
Los equipos ubicados en el penúltimo y último lugar descenderán automáticamente (si es del Departamento de Lima descenderá a la Segunda División 1994, si no es del Departamento de Lima descenderá a la Copa Perú 1994).
Se otorgarán 2 puntos por partidos ganados, 1 punto por partidos empatados, y 0 puntos por partidos perdidos.

## Ascensos y descensos
Hubo 2 descensos en la temporada 1992 y 2 ascensos del Torneo Zonal 1992. Por lo que se mantuvo la cantidad de 16 equipos en esta temporada.
| Posición | Descendidos a la Copa Perú y Segunda División 1993 |
| -------- | -------------------------------------------------- |
| 15°      | CNI de Iquitos (C. Perú)                           |
| 16°      | Deportivo Yurimaguas (S. División)                 |

| Posición | Ascendidos del Torneo Zonal 1992 |
| -------- | -------------------------------- |
| 1°       | Ovación Sipesa                   |
| 2°       | Unión Huaral                     |

## Equipos participantes
| Equipo              | Ciudad    | Estadio                 | Entrenador              |
| ------------------- | --------- | ----------------------- | ----------------------- |
| Alianza Atlético    | Sullana   | Campeones del 36        | Vito Andrés Bártoli     |
| Alianza Lima        | Lima      | Alejandro Villanueva    | Pedro Dellacha          |
| Carlos A. Mannucci  | Trujillo  | Mansiche                | José Carlos Trasante    |
| Cienciano           | Cusco     | Garcilaso de la Vega    | Luis Roth               |
| Defensor Lima       | Lima      | Nacional de Lima        | Fernando Cuéllar Ávalos |
| Deportivo Municipal | Lima      | Municipal de Chorrillos | Rufino Bernales         |
| Deportivo Sipesa    | Chimbote  | Manuel Gómez Arellano   | Moisés Barack           |
| León de Huánuco     | Huánuco   | Heraclio Tapia          | Carlos Daniel Jurado    |
| FBC Melgar          | Arequipa  | Mariano Melgar          | Freddy Bustamante       |
| San Agustín         | Lima      | Nacional de Lima        | Pedro Chinchay          |
| Sport Boys          | Callao    | Nacional de Lima        | Roberto Chale           |
| Sporting Cristal    | Lima      | Alberto Gallardo        | Jose Carlos Amaral      |
| Unión Huaral        | Huaral    | Julio Lores Colánh      | Luis Pau                |
| Unión Minas         | Pasco     | Daniel Alcides Carrión  | Pedro Paredes           |
| Universitario       | Lima      | Lolo Fernández          | Iván Brzić              |
| UTC                 | Cajamarca | Héroes de San Ramón     | Eduardo Antunes Coimbra |

## Tabla de posiciones
| Pos. | Equipo              | Pts. | PJ | PG | PE | PP | GF | GC | DG  |
| ---- | ------------------- | ---- | -- | -- | -- | -- | -- | -- | --- |
| 1    | Universitario       | 45   | 30 | 19 | 7  | 4  | 46 | 18 | +28 |
| 2    | Alianza Lima        | 41   | 30 | 17 | 7  | 6  | 70 | 36 | +34 |
| 3    | Sport Boys          | 41   | 30 | 16 | 9  | 5  | 58 | 32 | +26 |
| 4    | FBC Melgar          | 38   | 30 | 16 | 6  | 8  | 55 | 40 | +15 |
| 5    | Sporting Cristal    | 37   | 30 | 16 | 5  | 9  | 68 | 33 | +35 |
| 6    | Deportivo Municipal | 34   | 30 | 13 | 8  | 9  | 43 | 31 | +12 |
| 7    | Deportivo Sipesa    | 32   | 30 | 12 | 8  | 10 | 39 | 29 | +10 |
| 8    | Carlos Mannucci     | 30   | 30 | 12 | 6  | 12 | 36 | 40 | -4  |
| 9    | Cienciano           | 29   | 30 | 10 | 9  | 11 | 27 | 36 | -9  |
| 10   | San Agustín         | 26   | 30 | 9  | 8  | 13 | 31 | 50 | -19 |
| 11   | León de Huánuco     | 24   | 30 | 6  | 12 | 12 | 29 | 40 | -11 |
| 12   | Unión Minas         | 22   | 30 | 6  | 10 | 14 | 23 | 50 | -27 |
| 13   | Alianza Atlético    | 22   | 30 | 6  | 10 | 14 | 35 | 64 | -29 |
| 14   | Defensor Lima       | 21   | 30 | 7  | 7  | 16 | 46 | 56 | -10 |
| 15   | Unión Huaral        | 19   | 30 | 5  | 9  | 16 | 45 | 65 | -20 |
| 16   | UTC                 | 19   | 30 | 7  | 5  | 18 | 34 | 65 | -31 |

- Antes de Iniciar la Temporada, El Ovación Sipesa se Cambió de Nombre a Deportivo Sipesa.

|  | Campeón y clasificado a la Copa Libertadores |
|  | Clasificado a la Liguilla Pre-Libertadores   |
|  | Clasificado a la Pre-Liguilla                |
|  | Promoción                                    |
|  | Descendido a la Segunda División             |
|  | Descendido a la Copa Perú                    |

### Resultados
| Local \ Visitante   | AAS | ALI | CAM | CIE | DEF | MUN | SIP | LEO | MEL | AGU | SBA | CRI | HUA | MIN | UTC | UNI |
| ------------------- | --- | --- | --- | --- | --- | --- | --- | --- | --- | --- | --- | --- | --- | --- | --- | --- |
| Alianza Atlético    |     | 3–3 | 1–0 | 0–0 | 2–0 | 2–3 | 2–4 | 1–1 | 2–1 | 1–2 | 1–4 | 0–0 | 1–0 | 3–1 | 3–1 | 1–1 |
| Alianza Lima        | 3–1 |     | 4–0 | 5–1 | 4–2 | 0–1 | 1–1 | 0–1 | 7–2 | 4–0 | 1–0 | 2–0 | 4–2 | 6–0 | 6–2 | 0–1 |
| Carlos A. Mannucci  | 2–0 | 1–1 |     | 1–0 | 2–1 | 2–1 | 0–4 | 0–0 | 1–2 | 1–0 | 2–0 | 1–0 | 4–4 | 2–0 | 0–0 | 1–3 |
| Cienciano           | 1–1 | 1–2 | 1–0 |     | 1–0 | 1–0 | 2–1 | 1–1 | 0–2 | 2–1 | 5–0 | 0–0 | 2–1 | 2–0 | 0–0 | 0–0 |
| Defensor Lima       | 3–3 | 0–2 | 1–2 | 2–3 |     | 1–1 | 2–1 | 3–1 | 2–2 | 1–2 | 0–2 | 1–2 | 2–2 | 2–0 | 3–1 | 0–1 |
| Deportivo Municipal | 4–0 | 2–3 | 1–0 | 2–0 | 3–0 |     | 1–0 | 2–1 | 1–1 | 2–0 | 0–1 | 0–3 | 2–0 | 3–1 | 2–1 | 0–0 |
| Deportivo Sipesa    | 2–0 | 2–1 | 0–1 | 0–0 | 1–1 | 2–2 |     | 1–0 | 3–0 | 1–2 | 1–1 | 1–0 | 4–2 | 1–1 | 1–0 | 0–1 |
| León de Huánuco     | 3–0 | 0–0 | 0–1 | 1–0 | 2–1 | 1–1 | 1–3 |     | 1–2 | 1–1 | 1–1 | 1–2 | 2–2 | 2–1 | 1–0 | 0–1 |
| Melgar              | 5–0 | 2–0 | 1–0 | 3–0 | 1–1 | 2–1 | 1–1 | 1–1 |     | 2–1 | 1–2 | 2–0 | 2–1 | 4–0 | 4–1 | 2–1 |
| San Agustín         | 2–2 | 2–3 | 1–0 | 1–0 | 0–6 | 2–2 | 0–0 | 1–1 | 1–0 |     | 1–3 | 2–4 | 2–2 | 0–0 | 2–1 | 0–3 |
| Sport Boys          | 4–0 | 1–1 | 3–1 | 2–0 | 5–3 | 0–0 | 2–0 | 4–0 | 1–2 | 1–1 |     | 2–0 | 3–3 | 2–0 | 7–1 | 0–2 |
| Sporting Cristal    | 3–0 | 5–1 | 5–3 | 7–0 | 1–2 | 1–1 | 2–1 | 4–1 | 6–2 | 3–0 | 1–1 |     | 1–0 | 8–0 | 3–0 | 1–0 |
| Unión Huaral        | 2–2 | 3–3 | 0–4 | 2–0 | 2–3 | 1–3 | 2–1 | 2–2 | 1–1 | 1–2 | 1–2 | 4–2 |     | 1–0 | 1–0 | 0–3 |
| Unión Minas         | 2–1 | 0–1 | 2–2 | 0–0 | 1–1 | 2–1 | 0–1 | 1–1 | 1–0 | 2–0 | 1–1 | 1–1 | 2–1 |     | 3–1 | 0–0 |
| UTC                 | 2–2 | 0–2 | 1–1 | 0–3 | 4–1 | 1–0 | 1–0 | 2–1 | 2–5 | 0–2 | 1–2 | 2–1 | 3–1 | 1–1 |     | 4–3 |
| Universitario       | 4–0 | 0–0 | 3–1 | 1–1 | 2–1 | 2–1 | 0–1 | 1–0 | 1–0 | 1–0 | 1–1 | 2–1 | 3–1 | 1–0 | 4–1 |     |

|                            |
| Bicampeón Nacional         |
| Universitario 21.er título |

## Promoción
| Defensor Lima | 3 (7) - 3 (6) | FBC Aurora |
| Defensor Lima asegura su permanencia en Primera División, mientras que el Aurora deberá seguir jugando en la Copa Perú. |               |            |

## Pre-Liguilla
| Sport Boys                                                                           | 1 - 2 | Carlos Mannucci |
| Carlos Mannucci                                                                      | 1 - 3 | Sport Boys      |
| Sport Boys clasifica a la Liguilla Pre-Libertadores con un marcador global de 4 - 3. |       |                 |

| FBC Melgar                                                                                 | 1 - 3 | Deportivo Sipesa |
| Deportivo Sipesa                                                                           | 2 - 2 | FBC Melgar       |
| Deportivo Sipesa clasifica a la Liguilla Pre-Libertadores con un marcador global de 5 - 3. |       |                  |

| Sporting Cristal                                                                           | 1 - 0 | Deportivo Municipal |
| Deportivo Municipal                                                                        | 2 - 2 | Sporting Cristal    |
| Sporting Cristal clasifica a la Liguilla Pre-Libertadores con un marcador global de 3 - 2. |       |                     |

## Liguilla Pre-Libertadores
Alianza Lima comenzó la liguilla con 1 punto extra por haber quedado mejor posicionado en el Torneo Descentralizado.
| Pos. | Equipo           | Pts. | PJ | PG | PE | PP | GF | GC | DG |
| ---- | ---------------- | ---- | -- | -- | -- | -- | -- | -- | -- |
| 1    | Sporting Cristal | 5    | 3  | 2  | 1  | 0  | 9  | 1  | +8 |
| 2    | Alianza Lima     | 5    | 3  | 2  | 0  | 1  | 6  | 3  | +3 |
| 3    | Sport Boys       | 2    | 3  | 1  | 0  | 2  | 4  | 12 | -8 |
| 4    | Deportivo Sipesa | 1    | 3  | 0  | 1  | 2  | 4  | 7  | -3 |

|  | Definición |

### Definición
| 22 de diciembre de 1993 | Alianza Lima                                               | 1:1 (0:0) (5:4 p.)         | Sporting Cristal                                   | Estadio Nacional, Lima                                    |                                                           |
|                         | Sáenz 54'                                                  | Reporte                    | Palacios 75'                                       | Asistencia: 34,480 espectadores Árbitro(s): César Córdova | Asistencia: 34,480 espectadores Árbitro(s): César Córdova |
|                         |                                                            | Tiros desde el punto penal |                                                    |                                                           |                                                           |
|                         | Valencia · Soto · Rodríguez · Basombrío · Valencia · Sáenz |                            | Soto · Earl · Maestri · Zegarra · Pinillos · Prado |                                                           |                                                           |

Alianza Lima se consagra subcampeón nacional y clasifica a la Copa Libertadores, mientras que Sporting Cristal queda tercero y clasifica a la Copa Conmebol.

## Estadísticas

### Máximos goleadores
Lista con los máximos goleadores de la competencia.
| Jugador                                | Equipo                    | Goles |
| -------------------------------------- | ------------------------- | ----- |
| Waldir Sáenz                           | Alianza Lima              | 31    |
| Flavio Maestri                         | Sporting Cristal          | 28    |
| Germán Carty                           | Sport Boys                | 20    |
| Julinho                                | Sporting Cristal          | 18    |
| Martín Dall'Orso                       | Deportivo Sipesa          | 17    |
| Jorge Lazo                             | F. B. C. Melgar           | 16    |
| Néstor Mordini                         | Sport Boys                | 16    |
| Ernesto Aguirre                        | Deportivo Municipal       | 14    |
| Héctor Arias                           | Carlos A. Mannucci        | 13    |
| Luis Valladolid                        | UTC                       | 11    |
| Alfredo Carmona                        | Defensor Lima             | 11    |
| Tomás Silva                            | Universitario de Deportes | 10    |
| Luis Salas                             | Cienciano                 | 10    |
| Jorge Amado Nunes                      | Universitario de Deportes | 10    |
| Alfonso Reyna                          | Unión Huaral              | 10    |
| Ricardo Zegarra                        | F. B. C. Melgar           | 9     |
| Pedro Sosa                             | Alianza Atlético          | 9     |
| Juan Saavedra                          | Alianza Lima              | 9     |
| Carlos Dolorier                        | León de Huánuco           | 9     |
| Pablo Zegarra                          | Sporting Cristal          | 9     |
| Actualizado el 22 de noviembre de 2019 |                           |       |

## Televisión
Las transmisiones de todos los partidos fueron adjudicadas a Canal 13 y Andina de Televisión, con emisiones en vivo y vía satélite, aunque aún de forma intermitente, mientras que las transmisiones de algunos partidos también fueron adjudicadas a Frecuencia Latina, y América Televisión con emisiones en vivo y vía satélite.